# Dumîci (Pidlissea), Jovkva
Dumîci (în ucraineană Думичі) este un sat în comuna Pidlissea din raionul Jovkva, regiunea Liov, Ucraina.

## Demografie
Componența lingvistică a localității Dumîci
     Ucraineană (100%)
Conform recensământului din 2001, toată populația localității Dumîci era vorbitoare de ucraineană (100%).